# Baoudoumboin
Baoudoumboin est une localité située dans le département de Boussou de la province du Zondoma dans la région Nord au Burkina Faso.

## Géographie
Baoudoumboin se trouve à 9 km au nord-ouest de Boussou, le chef-lieu du département, et à environ 45 km au sud-ouest de Gourcy.

## Santé et éducation
Le centre de soins le plus proche de Baoudoumboin est le centre de santé et de promotion sociale (CSPS) de Boussou tandis que le centre médical se trouve à Gourcy.
Le plus proche des trois collèges d'enseignement général (CEG) du département est celui ouvert en 2014 à Kiripalogo tandis que le lycée départemental, créé en 1996, se trouve Boussou.